# 新成村
新成村（にいなりむら）は、秋田県雄勝郡にあった村。現在の羽後町北東部、雄物川左岸にあたる。

## 地理
- 河川：雄物川

## 歴史
- 1889年（明治22年）4月1日 - 町村制の施行により、足田村、郡山村、高尾田村、島田新田村、糖塚村の区域をもって発足。
- 1955年（昭和30年）4月1日 - 西馬音内町・三輪村・元西馬音内村・田代村・仙道村および明治村の一部（大沢を除く）と合併して羽後町が発足。同日新成村廃止。